# Clodoveu I
Clodoveu I (466 - 511), també Clovis, Chlodowech o Chlodwig fou rei dels francs (481 - 511) de la dinastia merovíngia.

## Orígens
Al segle V existien nombrosos petits regnes francs, i entre ells els francs salis van ser la primera tribu franca coneguda que es va establir amb permís oficial romà dins de l'imperi, primer a Batavia, al delta del Rin-Maas, i després l'any 375 a Toxandria, que en l'actualitat formada per la província de Brabant Septentrional als Països Baixos i parts de les províncies veïnes d'Anvers i Limburg a Bèlgica. Això els va situar a la part nord de la civitas Tungrorum, mentre la població romanitzada encara dominava al sud de la línia Boulogne-Colònia. Més tard, Clodió sembla haver atacat cap a l'oest des d'aquesta zona per prendre el control de les poblacions romanes a Tournai, després cap al sud fins a Artois i Cambrai, controlant finalment una zona que s'estén fins al riu Somme.
Clodoveu és fill del merovingi Khilderic I, rei dels francs salis de Tournai, i de la reina Bisina dels turingis, i es creu que és originari de la Turíngia renana o de la Gran Bretanya. Va néixer en una data desconeguda a mitjans del segle v, alguns autors suggereixen cap a l'any 466. Els francs salis eren un poble germànic que ocupava l'àrea a l'oest del baix Rin a la zona de les actuals Tournai i Cambrai, al llarg de l'actual frontera entre França i Bèlgica.
La Llegenda dels orígens troians dels francs situa a Clodoveu com a descendent del rei troià Príam a través de Faramund, un líder més o menys mític. Una altra llegenda, difosa per l'arquebisbe Hincmar de Reims a la seva Vita Remigii, que barreja la història de Gregori de Tours i una antiga hagiografia de Remi, avui desapareguda, assegura que durant el seu bateig, és l'Esperit Sant qui, havent pres forma de colom, porta el sant crisma, un oli miraculós contingut en una ampolla.

## Gàl·lia la caiguda de l'imperi romà

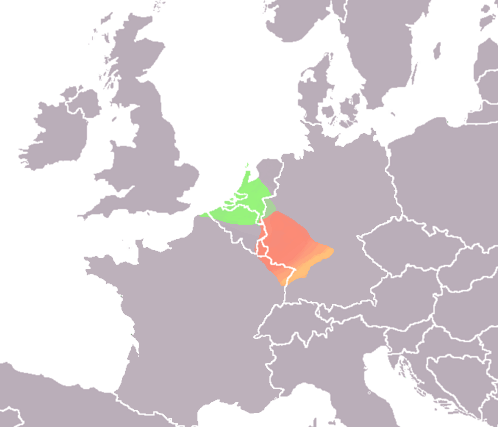
El mapa mostra la distribució dels francs salis i els francs ripuaris. Els primers són en verd i els segons en taronja

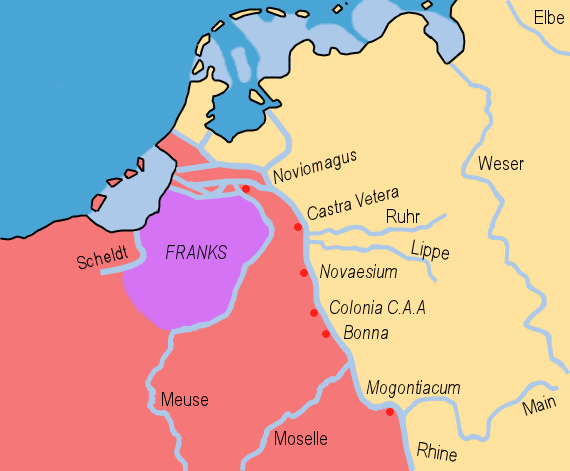
Toxandria, els territoris adquirits a l'Imperi Romà pels francs salis (marcat en lila).

El Regne Franc a l'inici del regnat de Clodoveu

El creixement del Regne Franc durant el regnat de Clodoveu

La mort d'Aeci l'any 454 va provocar la decadència del poder imperial a la Gàl·lia, provocant que els visigots i els borgonyons competissin pel domini del territori, mentre que el duc gal·loromà Siagri, fill d'Egidi, mestre dels soldats de la Gàl·lia, que governava des de 471 quan l'emperador Procopi Antemi li va atorgar el títol de patrici, des de la Caiguda de l'Imperi Romà d'Occident en 476 controlava de manera independent el Regne de Soissons, un enclavament gal·loromà situat entre el Mosa i el Loira, l'últim representant del poder gal·loromà al nord de la Gàl·lia. La victòria a Soissons permet a Clodoveu controlar tot el nord de la Gàl·lia,
Malgrat els intents d'harmonització teològica i dogmàtica per definir una ortodòxia, l'Imperi es trobava en aquesta època travessat per debats cristològics que oposaven el cristianisme de Nicea al cristianisme arrià i van persistir al llarg del segle V. Els francs, tot i haver-se establert com federats amb l'Imperi Romà, es van mantenir pagans a diferència de pobles més romanitzats com els borgonyons, els ostrogots, els vàndals o els visigots que van adoptar en gran part el cristianisme arrià acacià del bisbe Úlfila.

## Govern
El 481, amb setze anys, Clodoveu va succeir al seu pare, Khilderic I, com a rei de Tournai, que comptava amb mig miler de guerrers. El 486 va començar els seus esforços per expandir el regne aliant-se amb Ragnacari, rei de Cambrai i Khararic, rei sali de Tongres. Fins al 486, Clodoveu per assegurar la pau entre els francs renans i salis va casar-se amb una princesa de la monarquia dels francs renans, de la qual va néixer Teodoric. El regne dels francs renans s'estenia perillosament per la Belgica Secunda, però l'aliança amb Clodoveu els assegurava la possessió de Metz, Toul, Trèveris i Verdun que els alamans es van desplaçar en direcció als francs amenaçaven les fronteres des que els turingis renans van expandir el seu regne basat en l'Elba i la Saale desbordant a la riba dreta del Baix Rin, absorbint Ratisbona.

## Expansió cap al centre

### Conquesta del Regne de Soissons
En 486 Clodoveu lidera l'ofensiva cap al sud prenent Senlis, Beauvais, Soissons i París i saqueja els voltants. Va lliurar la batalla de Soissons contra Siagri, en la que fugí a la cort visigòtica de Tolosa de Llenguadoc, però la feble minoria d'Alaric II no podia assistit o protegir a l'infortunat fugitiu i els gots, intimidats per les amenaces de Clodoveu, després d'un breu confinament van lliurar Siagri al rei franc, que l'executaria. Tanmateix, en el moment de la batalla, Khararic es va mantenir a distància del grup amb la intenció de no pronunciar-se més que a favor de l'exèrcit victoriós. L'exèrcit de Siagri es va disgregar ràpidament i els homes de Khararic van participar en els pillatges amb els homes de Clodoveu. Durant el saqueig de Soissons, els soldats robaren els vasos litúrgics d'una església de la diòcesi de Reims, entre els quals un vas d'argent de gran bellesa i valor. Clodoveu va integrar moltes de les tropes de Siagri al seu propi exèrcit.

### Aliança amb Teodoric
Per assegurar l'expansió del seu domini, Clodoveu no va dubtar a eliminar tots els obstacles: va assassinar així tots els caps veïns salis i renans i, per tal d'assegurar també que només els seus fills heretessin el seu regne, també alguns dels membres de la seva família, inclosos els llunyans. L'any 490, pocs anys després d'una aliança amb els francs renans, va iniciar una sèrie d'ofensives contra Renània i l'Alemanya Transrenana. A principis de la dècada del 490, Clodoveu es va aliar amb Teodoric el Gran, el rei dels ostrogots, que s'havia convertit en senyor d'Itàlia i tenia la imatge de representant legítim dels emperadors instal·lats a Constantinoble, Zenó primer i després Anastasi I. L'any 492 Teodoric es va casar amb Audofleda, la germana de Clodoveu, i cap al 493, adonant-se que no seria capaç de governar la Gàl·lia sense l'ajuda del clergat, Clodoveu va abandonar la seva primera dona renana per casar-se amb Clotilde de Borgonya, la filla cristiana de Nicea del rei burgundi Khilperic II.

### Conquesta dels turingis
L'any 491, Clodoveu va declarar la guerra als turingis, que havien desplaçat als francs salis de Khararic, la capital del qual hauria estat Tongres estenent-se per la regió de Trier o a les desembocadures del Rin. Cararic aliat amb Clodoveu en la guerra contra Siagri, però hauria esperat que es desenvolupés la batalla abans d'intervenir amb el vencedor, cosa que va molestar Clodoveu, que va fer capturar i després executar a Cararic i al seu fill i es va apoderar llavors del seu regne.

### Final de l'amanaça dels alamans
Els alamans, establerts a banda i banda del curs superior del Rin amenaçaven Trèveris i Colònia del rei dels francs renans Sigebert el Coix. En 493 Clodoveu i Teodori es van posar d'acord en no perseguir els alamans més enllà del Danubi. Teodoric protegí els supervivents instal·lant-los a Rècia, que va repoblar, adquirint vassalls. Sigebert el Coix va cridar a Clodoveu al seu socors i el 496, amb la victòria franca a la gran batalla de Tolbiac, va posar fi a l'amenaça alamana durant uns anys, i l'eliminada definitivament cap al 505.

## Conversió al cristianisme
Gundebald de Burgúndia va matar al seu germà Khilperic II de Burgúndia, ofegar la seva cunyada i forçar la seva neboda, Chroma, a entrar en un convent, mentre que l'altra filla Clotilde de Borgonya, va fugir a la cort del tercer germà, Godegisil, que trobant-se en una posició precària va decidir aliar-se amb Clodoveu casant la seva neboda exiliada amb el rei franc. Clotilde era cristiana de Nicea malgrat l'arianisme que l'envoltava a la cort del Regne de Borgonya, i havia volgut que el seu fill fos batejat, però davant la negativa de Clodoveu va fer batejar el nen sense que Clodoveu ho sabés, i com poc després del bateig va morir, Clodoveu va reforçar encara més la seva resistència a la conversió al cristianisme. Després de la victòria a la batalla de Tolbiac, la persistència de Clotilde finalment va persuadir Clodoveu, que en 496 va convertir-se al cristianisme del Credo de Nicea sent ser batejat per sant Remigi de Reims. Aquest fet va fer oficial la religió cristiana als territoris francs i posant al seu favor la població romana. Ajudat pel clergat catòlic i les poblacions gal·les, va dur a terme campanyes per expulsar els visigots i burgundis de la Gàl·lia pel seu arrianisme. Clodoveu va confinar als seus presoners Khararic i el seu fill, a un monestir, i el 507 en saber del seu pla per escapar de la presó monàstica els va fer assassinar.
Per governar amb més eficàcia, tenir un codi escrit era desitjable per als monarques i les seves administracions, i encara que la Llei Sàlica és una pràctica molt antiga, la primera compilació va ser encarregada per Clodoveu I i publicada entre l'any 507 i el 511. Clodoveu Va nomenar quatre comissaris per investigar el dret consuetudinari que, fins a la publicació de la llei sàlica, només transmetia oralment per ancians escollits, que es reunien en consell quan se'ls requeria. La llei sàlica, per tant, reflecteix els usos i pràctiques antigues. Entre les disposicions es trobava la regulació de la successió monàstiques a favor dels successors homes, creades per a governar els francs salis.
Clodoveu va convocar el primer concili d'Orleans l'any 511, quatre anys després de la seva victòria sobre els visigots a la batalla de Vouillé, en què es van aprovar trenta-un decrets per reformar l'església i construir una forta relació entre la corona i l'episcopat catòlic, la majoria dels cànons reflectint el compromís entre aquestes dues institucions, i gairebé tots es van conservar en compilacions canòniques merovíngies i carolíngies. El concili va establir una tradició conciliar merovíngia i va actuar com a model per als futurs consells francs.

## Expansió al sud

### Submissió del Regne de Burgúndia
Induït per la seva dona, que volia venjar el seu pare Khilperic II de Burgúndia, va decidir-se a atacar el Regne de Burgúndia en 500. Clodoveu va rebre una sol·licitud de Godegisil, que tenia la seva capital a Ginebra i germà de Gundebald, que tenia la seva capital a Lió i que li va prometre un tribut anual i cessions territorials si el rei franc l'ajudava a derrotar el seu germà per apoderar-se de tot el regne de Borgonya. Els exèrcits de Gundebald, Godegisil i Clodoveu, es trobaren prop de Dijon, on Godegisil revelà la seva traïció i uní les seves tropes a les de Clodoveu. Gundebald abandonà Dijon i fugí al sud, perseguit per Clodoveu i Godegisil i finalment el va esperar a Avinyó, on va ser encalçat i va signar la pau a canvi de fer-se tributari i cedir Viena del Delfinat al seu germà.
El rei visigot Alaric II va acudir en ajuda de Gundebald, que va deixar de pagar el tribut anual a Clodoveu, i va persuadir Clodoveu d'abandonar Godegisil. Clodoveu i Gundebald es reconciliaren i signaren un pacte d'aliança per lluitar contra els visigots, i Godegisil fou finalment derrotat i executat per Gundebald quan aquest va assetjar Viena en 502. A canvi del seu suport, Gundobad va enviar els captius francs a Alaric i va cedir-li Avinyó, i va reunir-se amb Clodoveu a prop d'Amboise, on Alaric va acceptar alliberar els captius i Clodoveu a retornar tot el territori visigot que encara tenia. Per demostrar l'equilibri de les seves aliances, l'any 502, el seu fill Teodoric es va casar en segones núpcies amb Suavegota, filla de Segimon de Borgonya (del qual va tenir una filla, Teodechilda.

### Aliats d'Armòrica
Per tal d'assegurar els seus territoris a l'oest, Clodoveu va dirigir les seves tropes a Armòrica, on les seves operacions anteriors havien estat incursions menors, però ara l'objectiu una la submissió, que no va aconseguir, i va signar un pacte d'aliança amb els armoricans i els bretons en 503, perquè els armoricans compartien el menyspreu de Clodoveu pels visigots arrians, i els seus combatents es van integrar així al regne franc.

### Conquesta del Regne de Tolosa
El 496, tot i guanyar la batalla de Tolbiac contra els alamans, els francs van patir fortes baixes (i podrien haver patit turbulències internes). En veure l'oportunitat, Alaric II va recuperar ràpidament Bordeus, Saintes, Poitiers i Tours, tot i que Nantes va ser aparentment presa pels ns. i Clodoveu I va enviar una expedició per recuperar Saintes, que va resultar més dificultosa del normal perquè en aquell moment es va produir alhora una revolta a la vall de l'Ebre, probablement de tradició dels bagaudes, que calgué sufocar. No obstant això, el poder militar d'Alaric fou suficient com per enfrontar enemics en dos fronts diferents. Les migracions visigòtiques vers Hispània van començar en aquesta època. En 498, Clodoveu va prendre Bordeus i eventualment, els francs es van retirar. Aleshores els visigots van aprofitar l'avinentesa per passar a l'ofensiva i obligà al restabliment de l'amistat que havia estat pactada antigament, si bé la situació no duraria gaire, perquè al tombant del segle vi, francs i visigots tornaren a entrar en conflicte. El general visigot Suatri no pot evitar que els francs s'apoderin de la ciutat de Burdeus i desapareix de la història.
Les converses de pau entre visigots i francs, però, es van fer esperar fins al 504, Alaric i Clodoveu es van trobar en una illa del Loira, prop de la ciutat d'Amboise per mediació de l'ostrogot Teodoric el Gran,
Amb el suport de l'emperador romà d'Orient Anastasi I Dicor, molt preocupat pels objectius expansionistes dels arrians del Regne de Tolosa, Clodoveu va atacar aleshores els visigots, que dominaven la major part de la península Ibèrica i el sud-oest de la Gàl·lia, fins al Loira al nord i a les Cevenes a l'est. A la primavera de 507, els francs van llançar la seva ofensiva cap al sud, creuant el Loira cap a Tours, mentre que els aliats burgundis atacaven a l'est. Els francs s'enfrontaren a l'exèrcit d'Alaric II en una plana prop de Poitiers a la batalla de Vouillé, va ser terrible segons la historiografia, i els visigots es van retirar després de la mort d'Alaric, mort pel mateix Clodoveu en combat singular. Aquesta victòria va permetre al regne de Clodoveu expandir-se per Aquitània i annexionar-se tots els territoris abans visigòtics entre el Loira, l'Oceà i els Pirineus amb l'excepció de les fronteres pirinenques que tenien els bascos i gascons ferotgement lligats a la seva independència. Els visigots no tenien altra solució que retirar-se a Hispània, més enllà dels Pirineus mantenint el control de la primera Narbonesa, l'actual Llenguadoc. Els borgonyons, per la seva banda, van prendre el control de la Provença. Tanmateix, els ostrogots de Teodoric van intentar intervenir a favor dels visigots, recuperant la Provença i alguns petits territoris després de l'aixecament del setge d'Arles a la tardor de 508, però l'Imperi d'Orient va amenaçar les seves costes, i Clodoveu va mantenir la majoria dels antics territoris visigots. Clodoveu fou nomenat cònsol per Anastasi I Dicor, que li va permetre celebrar un triomf de manera antiga a Tours, i va establir la capital a Lutècia (actual París) en 508, remarcant les bones relacions amb l'Imperi Romà, ja amb Constantinoble com a única capital després que Odoacre retornés la insígnia imperial d'Occident després de la deposició de Ròmul Augustul el 476.

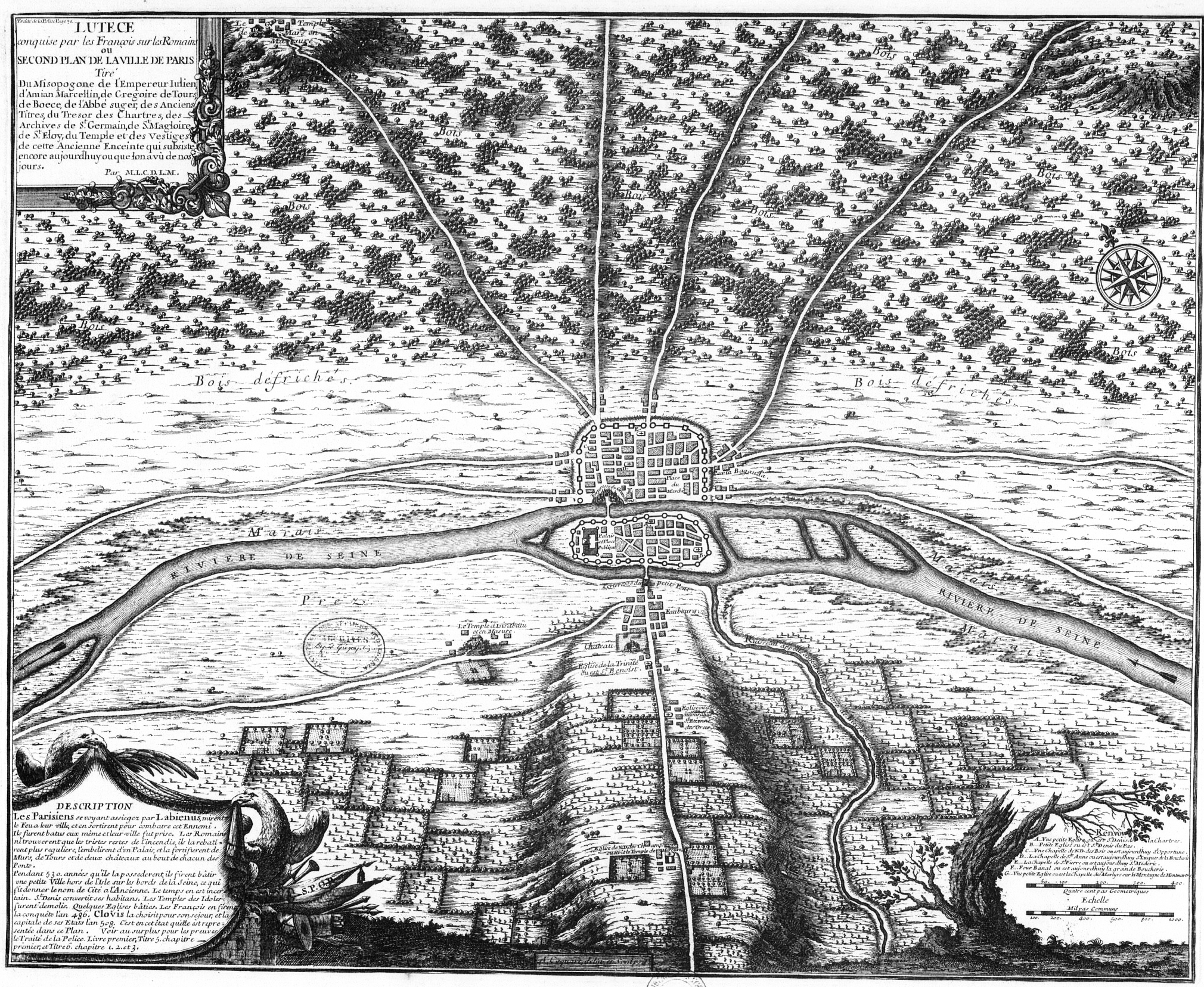
Planol de Lutècia en temps de Clodoveu, per Jean-Baptiste Bourguignon d'Anville.

Després de Tournai i Soissons, en 508, Clodoveu va decidir fer la seva residència principal al Palau de les Termes de París, que havia sigut residència imperial al final de l'Imperi per als emperadors Julià l'Apòstata i Valentinià I. La ciutat havia estat seu d'una guarnició, amb defenses naturals i disposava d'una bona situació geogràfica a l'actual Île de la Cité connectada a la riba del Sena per sengles ponts al nord i al sud, i protegida per una muralla. Khilderic I havia intentat apoderar-se'n assetjant Paris dues vegades, sense èxit. És la primera vegada que l'antiga Lutècia rep l'estatus de capital, ara amb el nom de l'antic poble gal dels parisis, i Lió, l'antiga capital de la Gàl·lia va perdre definitivament la seva supremacia política. Cedint a les pregàries de la reina Clotilde i als consells de Genoveva de París, va decidir fer el construir una església en honor dels Apòstols Pere i Pau, per donar testimoni de la seva vinculació a la fe catòlica i va ser rededicada a santa Genoveva, que es va convertir en la patrona de París.

### Encantant els Reguli
Clodoveu en saber del pla de Khararic i el seu fill per escapar de la presó monàstica els va fer assassinar. El mateix any, Clodoveu va convèncer el príncep Cloderic d'assassinar el seu pare Sigebert el Coix dels francs renans, guanyant-li el sobrenom de Clodoric el Parricida. Després de l'assassinat, Clovis va trair a Cloderic i va fer que els seus enviats l'enderroquessin. L'any 509, Clodoveu va visitar el seu antic aliat, Ragnacari a Cambrai. Després de la seva conversió, molts dels seus servidors pagans havien desertat al costat de Ragnacari, convertint-lo en una amenaça política. Ragnacari va negar l'entrada de Clodoveu, el que va fer que Clodoveu fes un moviment contra ell. Va subornar els servidors de Ragnacari i aviat, Ragnacari i el seu germà, Ricchar van ser capturats i executats.

## Divisió del regne a la mort de Clodoveu

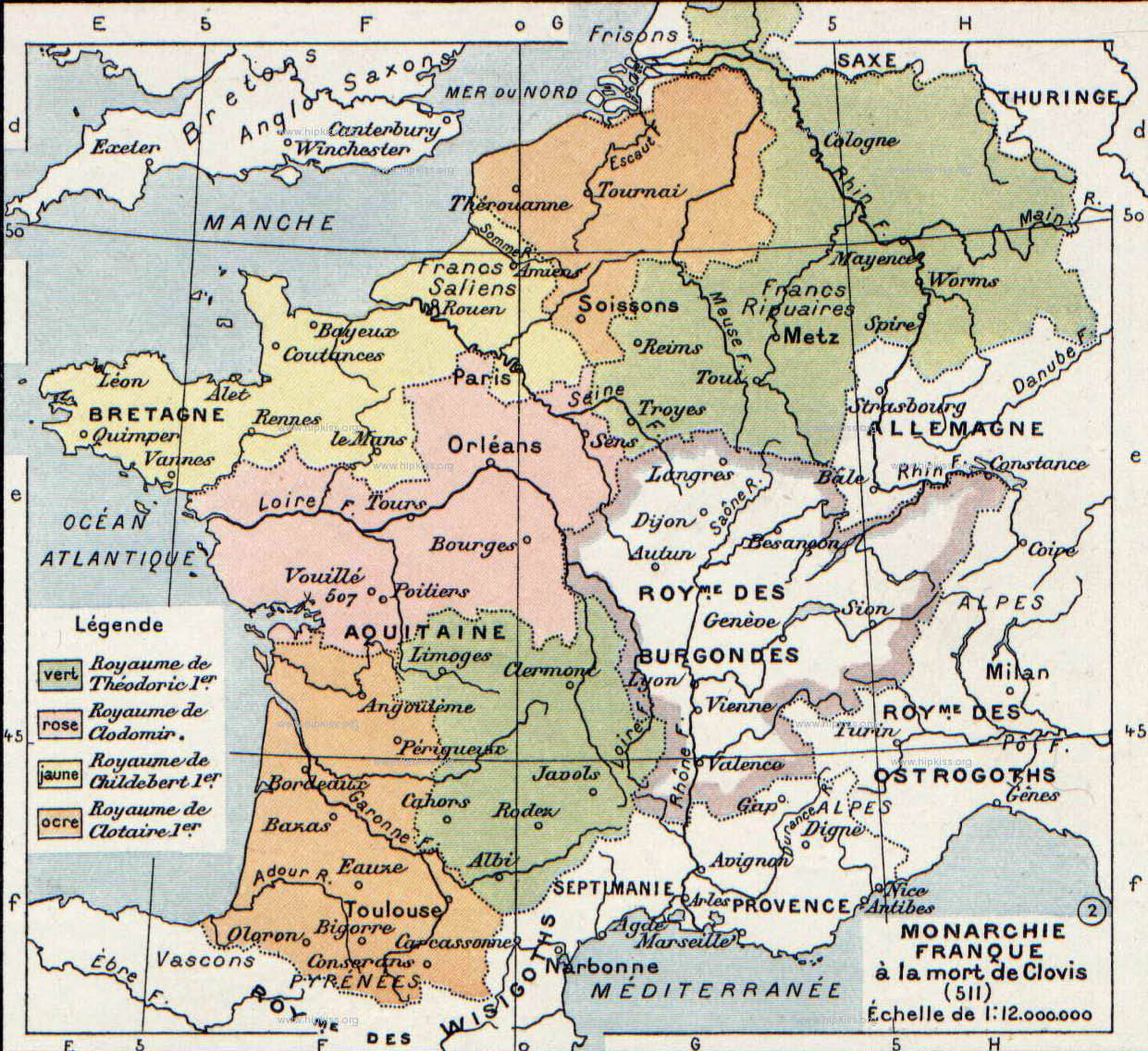
Divisió de la Gàl·lia a la mort de Clodoveu

Clodoveu va morir a París el 27 de novembre de 511, als 45 anys, es creu que d'una malaltia aguda després de 3 setmanes. Clodoveu va ser enterrat, segons Gregori de Tours, al sagrari de la Basílica dels Sants Apòstols situat sota l'actual rue Clovis, en un mausoleu construït expressament a l'estil de la tomba que havia acollit Constantí el Gran a l'Església dels Sants Apòstols de Constantinoble, en un annex empeltat a l'absis del monument. Els sarcòfags reials probablement estaven col·locats a terra i no enterrats, segons el costum que imperava des de la generació dels fills de Clodoveu. Malgrat els desitjos de Clodoveu, la basílica no va servir de mausoleu per a la dinastia merovíngia. Es desconeix què va passar amb les tombes de la parella reial, així com les de la seva filla Clotilde i els seus néts Teodebald i Guntari, assassinats a la mort de Clodomir.
En la tradició germànica, el mode de successió dels reis al tron, la tanisteria (nom celta que designa la successió pel petit i no pel fill), és entre germans, del més gran al més petit, després als oncles i nebots, però Clodoveu va imposar la llei sàlica imposant la divisió del regne entre els fills del rei. A diferència del mode de successió per primogenitura que regeix la successió al tron de pare a fill gran, el regne es divideix entre tants fills com tingui el rei, de manera que cadascú pugui regnar. La divisió del Regne Franc engendrà diferents estats separats, repartits entre els quatre fills mascles. A Teodoric li correspongué la regió dels ripuaris, la vall del Mosel·la, la futura Xampanya, les terres dels francs a la riba dreta del Rin i el dels alamans, en el territori que esdevindria la futura Austràsia i va establir les capitals del regne a Reims i a Metz. Els seus tres germanastres, fills de Clodoveu i Clotilde de Burgúndia, fundaren els seus respectius regnes amb capitals a París (Khildebert I), amb les terres que s'estenien cap al nord fins al riu Somme, i a l'oest fins al canal de la Mànega i la península d'Armòrica (actual Bretanya); Orleans (Clodomir I) amb la vall del Loira amb Tours, Poitiers; i Soissons (Clotari I), amb Nèustria, el sud d'Aquitània i la part baixa del curs del riu Mosa. Els quatre van establir les seves respectives capitals a la regió del Sena, a poca distància l'una de l'altra, cosa que va ajudar a mantenir la unitat del regne.

## El destí de les seves restes

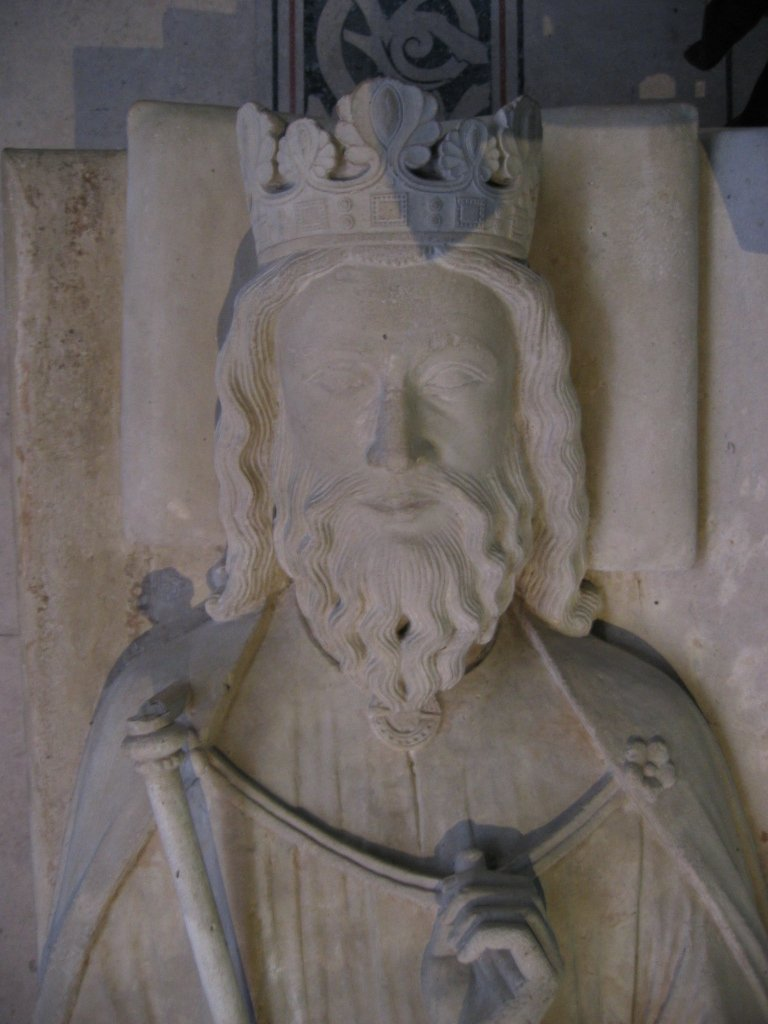
Jacent de Clodoveu_I à la Basílica de Saint-Denis

És possible que els sarcòfags fossin enterrats en una ampliació de l'església, o que les tombes fossin saquejades o destruïdes al segle ix durant les ràtzies de l'era dels vikings. L'església no fou destruïda i fou reparada, i els santuaris dels sants van ser evacuats a un lloc segur i després reemplaçats després dels atacs. Encara que sabem del destí de les relíquies, no sabem què va passar de la tomba de Clodoveu durant els atacs dels víkings. L'any 1177 hi havia un sepulcre al mig del cor on es llegia: "chlodoveo magno, hujus ecclesiæ fundatori sepulcrum vulgari olim lapide structum et longo ævo deformatum, abbas et convent. Meliori opere et form renovaverunt". Al lloc de la tomba es va instal·lar un jacent al segle XIII. Aquesta tomba, composta per un sòcol i un jacent, va ser restaurada l'any 1628 per cura del cardenal abat de La Rochefoucauld que la va fer col·locar a la capella rectangular axial, al fons de l'església, en un conjunt monumental barroc de marbre. Aquest jacent va ser traslladat el 1816 a la Basílica de Saint-Denis.
En 1807, quan es va enderrocar l'Abadia de Sainte-Geneviève de París, l'excavació de la cripta del segle XI no va donar lloc a cap descobriment de restes de l'època merovingia, però l'excavació de la nau va comportar el descobriment de 32 sarcòfags trapezoïdals, i per la qualitat de l'ornamentació, i que la ubicació corresponia a la figura jacent del segle xiii abans del trasllat de 1628, es va concloure el probable descobriment de els sarcòfags de Clodoveu i la seva família. Setze dels trenta-dos sarcòfags van ser enviats al Museu de Monuments Francesos el 1808, però es van perdre el 1817 quan el museu es va dissoldre. D'aquestes excavacions només ens han arribat alguns pocs elements i no permeten afirmar amb certesa que les tombes descobertes fossin les de Clodoveu i la seva família.